# Fue ella, fui yo
«Fue ella, fui yo» es una canción y el tercer y último sencillo del segundo álbum de estudio titulado Otra historia de amor del cantante mexicano Yahir. Salió a la luz el 8 de noviembre del año 2004 y lanzado por Warner Music Latina.

## Álbum
Warner Music fue la compañía quien lanzó al mercado el disco y este incluye doce temas compuestos por el mismo junto con otros compositores.
La letra de la canción plantea y hace reflexionar la pregunta de quién fue el responsable de la ruptura, si fue “ella” o “él”. Esta incertidumbre es algo con lo que muchos de nosotros nos encontramos en nuestras propias relaciones.

## Lista de canciones

### CD - Promo[5]
| Fue ella, fui yo— Single |                    |          |  |
| N.º                      | Título             | Duración |  |
| 1.                       | «Fue ella, fui yo» | 4:41     |  |

## Posiciones en las listas
| Listas (2004)                              | Posición |
| ------------------------------------------ | -------- |
| Estados Unidos Billboard Hot Latin Tracks  | 20       |
| Estados Unidos Billboard Latin Pop Airplay | 12       |